# Коробейников, Виктор Павлович
Ви́ктор Па́влович Коробе́йников (15 марта 1929 года, дер. Контузла Агрызского района, Автономная Татарская Социалистическая Советская Республика, СССР — 6 февраля 2003 года, Екатеринбург, Россия) — советский и российский математик и механик, доктор физико-математических наук, профессор, член-корреспондент АН СССР с 1987 года, РАН — с 1991 года.
Внёс значительный вклад в создание теоретических моделей и методы решения задач механики и математическое моделирование ряда природных явлений, в частности, физики взрыва, теории детонации, высокоскоростного движения тел в атмосфере планет, магнитной гидромеханики, разреженной плазмы, лазерного воздействия на вещество. Выступил как крупный организатор науки, возглавлял ряд научных организаций.

## Биография
Родился 15 марта 1929 года в деревне Контузла, Агрызского района Татарской АССР.
В 1952 году с отличием окончил механико-математический факультет Казанского государственного университета, будучи выпускником познакомился с приехавшим в Казань С. М. Никольским, по направлению математического института АН СССР (МИАН) набиравшим аспирантов для продолжения учёбы в Москве. Учился в аспирантуре отдела механики МИАН (1952—1955), ученик Л. И. Седова, творческое сотрудничество продолжалось до кончины Леонида Ивановича в 1999 году. По окончании аспирантуры и успешной защиты кандидатской диссертации «Исследование некоторых задач неустановившихся одномерных движений газа» (1956) — младший научный сотрудник, учёный секретарь, старший научный сотрудник отдела механики МИАН (1955—1973).
Получил степень доктора физико-математических наук после защиты диссертации «Вопросы теории точечного взрыва в газах» в 1969 году, в 1975 — звание профессора. С 1965 по 2001 год преподавал в Московском физико-техническом институте, был членом экспертного совета ВАК, учёным секретарём секции математики и механики Государственного комитета по Ленинским и Государственным премиям. Был избран членом Национального комитета по теоретической и прикладной механики.
Автор более 200 научных работ, в том числе 4-х монографий. Основные труды посвящены дифференциальным уравнениям, численным и приближённым методам физической гидродинамики. Создал научную школу, его учениками было защищено 15 кандидатских и 4 докторских диссертации.
В 1973 году совершил выезд на место падения Тунгусского метеорита (1908). С того времени занялся исследованием Тунгусской проблемы, автор ряда теоретических расчётов и научных публикаций по физике Тунгусского взрыва. Предложил газодинамическую модель Тунгусского события.
В 1987 году переехал во Владивосток для организации Института прикладной математики ДВО АН СССР. Руководил Отделом математических методов информатики ВЦ ДВНЦ АН СССР. В 1988 году стал первым директором Института прикладной математики. Также с его участием были созданы базовые кафедры в ДВГУ и ДВГПИ. Занял пост заместителя председателя комиссии по применению высокопроизводительных ЭВМ в научно-технических расчётах при Координационном комитете по вычислительной технике АН СССР, возглавил Научный совет ДВО РАН по математическому моделированию, заместитель главного редактора научного периодического научного издания «Дальневосточный математический журнал».
В последние годы жизни сотрудничал в Институте автоматизации проектирования РАН, с 1992 года — и. о. заместителя директора, с 1998 — главного научного сотрудника. Преподавал на кафедре газовой и волновой динамики механико-математического факультета МГУ, профессор (1992—2003).
Скоропостижно скончался в Екатеринбурге от аневризмы аорты, завершив доклад на Всероссийской конференции «Актуальные проблемы прикладной математики и механики», посвящённой 70-летию со дня рождения академика А. Ф. Сидорова, проходившей с 3 по 7 февраля 2003 года, на б/о «Трубник» (пос. Курганово) под Екатеринбургом.
Похоронен в Москве на Троекуровском кладбище (5 уч.).

## Награды и премии
- Государственная премия СССР — 1975 — за цикл исследований по теории точечного взрыва (совместно с П. И. Чушкиным, Н. Н. Кочиной и Н. С. Мельниковой)[12][1].
- орден Почёта — 1999 — За заслуги перед государством, многолетний добросовестный труд и большой вклад в укрепление дружбы и сотрудничества между народами[13]
- Государственная премия Российской Федерации — 2002 (посмертно) — за цикл работ «Инициирование и распространение волн детонации в открытом пространстве» (посмертно; совместно с В. В. Марковым, Г. Г. Чёрным, А. А. Борисовым, С. М. Когарко, А. А. Васильевым, В. А. Левиным, В. В. Митрофановым)[14]